# Papallacta (ort)
Papallacta är en ort i Ecuador.   Den ligger i provinsen Napo, i den centrala delen av landet, 50 km öster om huvudstaden Quito. Papallacta ligger 3 473 meter över havet och antalet invånare är 530.
Terrängen runt Papallacta är kuperad åt nordväst, men åt sydost är den bergig. Runt Papallacta är det mycket glesbefolkat, med 2 invånare per kvadratkilometer. Det finns inga andra samhällen i närheten. I omgivningarna runt Papallacta växer i huvudsak städsegrön lövskog.